# Équipe cycliste Destil-Parkhotel Valkenburg
L'équipe cycliste Destil-Parkhotel Valkenburg est une équipe cycliste néerlandaise participant aux circuits continentaux de cyclisme de 2005 à 2018 et en particulier l'UCI Europe Tour. En 2019, elle devient une équipe amateur.

## Histoire de l'équipe

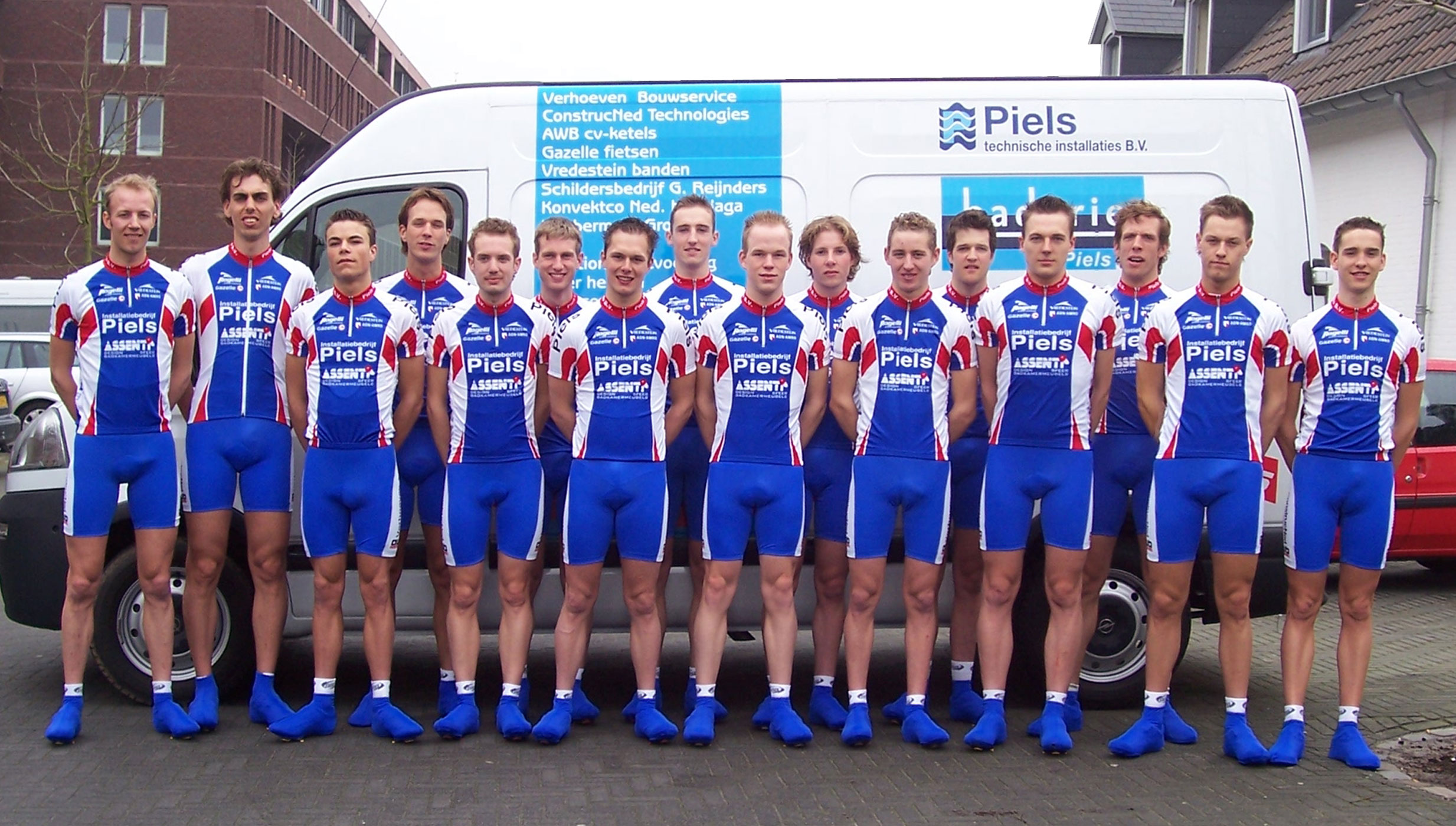
L'équipe en 2007.

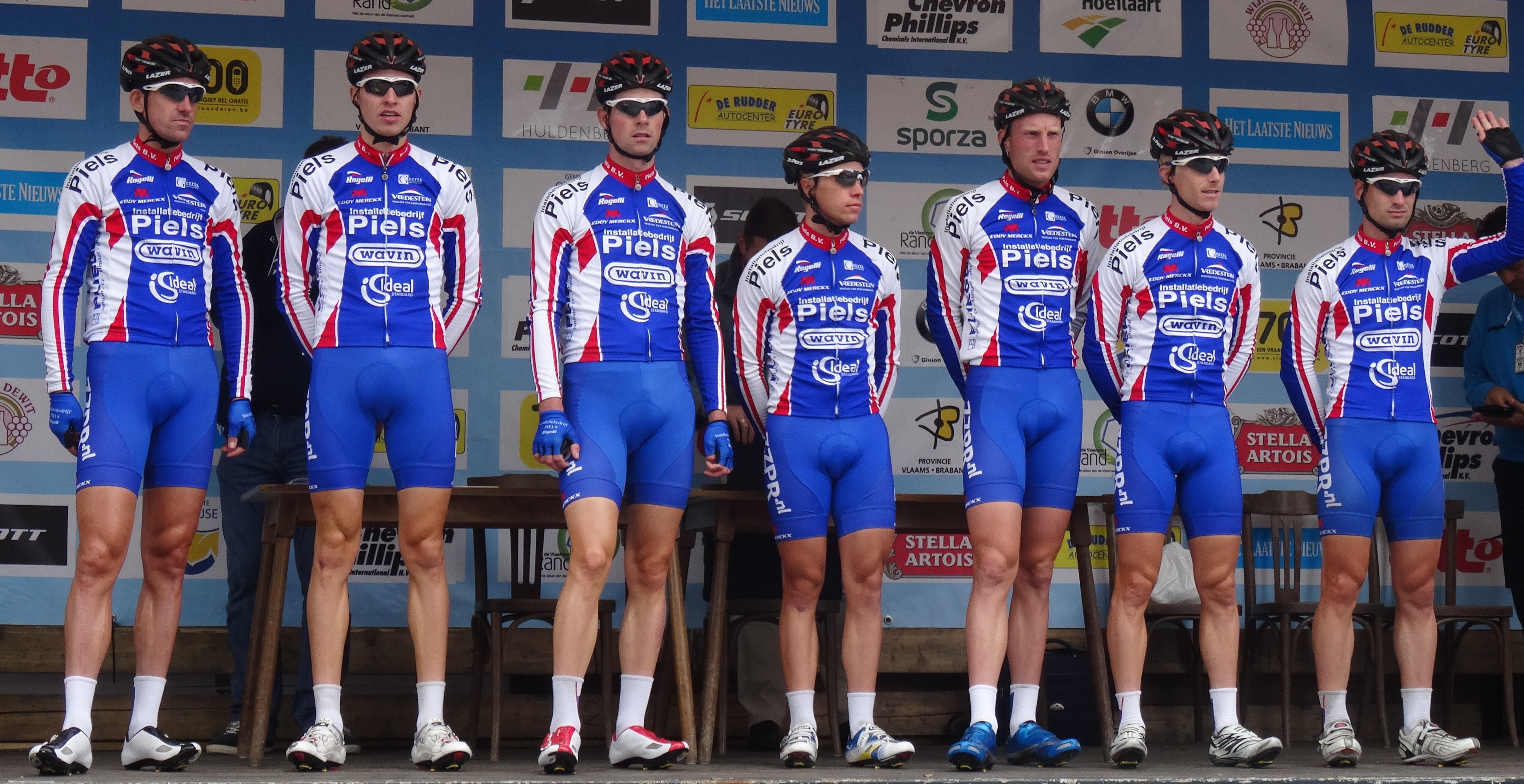
L'équipe en 2014.

L'équipe, constituée en 2014 de dix-huit coureurs néerlandais remporte treize victoires : Geert van der Weijst gagne la 1re étape du Tour du Loir-et-Cher le 16 avril, Jochem Hoekstra la 2e étape de la Carpathian Couriers Race le 30 avril, Maurits Lammertink le Circuit de Wallonie le 11 mai, Berden de Vries la 1re étape de l'Olympia's Tour tandis que l'équipe constituée de Berden de Vries, Joey van Rhee, Elmar Reinders, Rens te Stroet, Jasper Hamelink, Stefan Poutsma, Sjors Roosen et Geert van der Weijst remporte le contre-la-montre par équipes de la 2e étape de l'Olympia's Tour le même jour, Berden de Vries remporte le classement général de l'Olympia's Tour quatre jours plus tard, Elmar Reinders remporte la 1re étape du Tour de Berlin le 29 mai, Rens te Stroet la 2e étape du Tour de Gironde le même jour, Jochem Hoekstra la 2e étape du Tour de Berlin le 30 mai et le classement général du Tour de Berlin le lendemain, Steven Lammertink le championnat des Pays-Bas du contre-la-montre espoirs le 25 juin, Maurits Lammertink la 4e étape du Czech Cycling Tour le 20 juillet et la 5e étape du Dookoła Mazowsza le 1er août.
En 2016, un projet de fusion entre les équipes Jo Piels et Parkhotels Valkenburg en vue de la saison 2017 échoue. Destil devient le sponsor principal de l'équipe, renommée Destil-Jo Piels.
En 2018, tandis que Jo Piels se retire, Parkhotel Valkenburg devient cosponsor et l'équipe prend le nom de Destil-Destil-Parkhotel Valkenburg,. L'effectif est fortement remanié avec treize départs et onze arrivées.

## Principales victoires

### Classiques
- Grand Prix de Beuvry-la-Forêt : Maint Berkenbosch (2005)
- Dorpenomloop Rucphen : Peter Woestenberg (2006) et Arne Hassink (2008)
- Tour d'Overijssel : Marco Bos (2007), Tom Vermeer (2013) et Jeff Vermeulen (2015)
- Zuid Oost Drenthe Classic : Marco Bos (2007 et 2008) et Jeff Vermeulen (2015)
- Baronie Breda Classic : Marco Bos (2009)
- Ster van Zwolle : Bert-Jan Lindeman (2010), Elmar Reinders (2015) et Jeff Vermeulen (2016)
- Kernen Omloop Echt-Susteren : Peter Schulting (2010)
- Circuit de Wallonie : Maurits Lammertink (2014)
- Grand Prix des Marbriers : Tim Ariesen (2015)
- ZODC Zuidenveld Tour : Elmar Reinders (2016)
- Paris-Tours espoirs : Arvid de Kleijn (2016)
- Tobago Cycling Classic : Peter Schulting (2017)

### Courses par étapes
- Tour Nord-Isère : Maint Berkenbosch (2005)
- Tour de Berlin : Marc Goos (2010)
- Mainfranken-Tour : Marc Goos (2010)
- Carpathia Couriers Path : Maurits Lammertink (2012), Stefan Poutsma (2013) et Tim Ariesen (2015)
- Olympia's Tour : Berden de Vries (2014)
- Tour de Berlin : Jochem Hoekstra (2014)

### Championnats nationaux
- Championnats des Pays-Bas sur route : 2
  - Contre-la-montre espoirs : 2014 (Steven Lammertink[1]) et 2016 (Tim Rodenburg)

## Classements UCI
Jusqu'en 1998, les équipes cyclistes sont classées par l'UCI dans une division unique. En 1999 le classement UCI par équipes est divisé entre GSI, GSII et GSIII. En 2004, l'équipe est classée parmi les Groupes Sportifs III (GSIII), la troisième division des équipes cyclistes professionnelles. Les classements donnés ci-dessous sont ceux de la formation en fin de saison.
| Saison | Classement par équipes | Meilleur coureur au classement individuel |
| ------ | ---------------------- | ----------------------------------------- |
| 2004   | 61e (GSIII)            | Ronald Schür (965e)                       |

À partir de 2005, l'équipe participe aux circuits continentaux et principalement à des épreuves de l'UCI Europe Tour. Les tableaux ci-dessous présentent les classements de l'équipe sur les différents circuits, ainsi que son meilleur coureur au classement individuel.
UCI America Tour
| Saison | Classement par équipes | Meilleur coureur au classement individuel |
| ------ | ---------------------- | ----------------------------------------- |
| 2006   | 23e                    | Peter Woestenberg (226e)                  |
| 2009   | 32e                    | Maint Berkenbosch (178e)                  |

UCI Asia Tour
| Saison | Classement par équipes | Meilleur coureur au classement individuel |
| ------ | ---------------------- | ----------------------------------------- |
| 2010   | 49e                    | Bert-Jan Lindeman (201e)                  |

UCI Europe Tour
| Saison | Classement par équipes | Meilleur coureur au classement individuel |
| ------ | ---------------------- | ----------------------------------------- |
| 2005   | 86e                    | Maint Berkenbosch (214e)                  |
| 2006   | 96e                    | Marco Bos (389e)                          |
| 2007   | 67e                    | Marco Bos (256e)                          |
| 2008   | 84e                    | Marco Bos (515e)                          |
| 2009   | 79e                    | Tom Relou (384e)                          |
| 2010   | 35e                    | Marc Goos (118e)                          |
| 2011   | 69e                    | Bert-Jan Lindeman (435e)                  |
| 2012   | 79e                    | Geert van der Weijst (500e)               |
| 2013   | 31e                    | Tom Vermeer (147e)                        |
| 2014   | 20e                    | Maurits Lammertink (88e)                  |
| 2015   | 29e                    | Tim Ariesen (102e)                        |

## Destil-Parkhotel Valkenburg en 2018[12]

### Effectif
| Cycliste             | Date de naissance | Nationalité | Équipe 2017     |  |
| -------------------- | ----------------- | ----------- | --------------- |  |
| Cameron Beard        | 1er août 1998     | États-Unis  | CCB Velotooler  |  |
| Robin Blummel        | 10 juin 1999      | États-Unis  |                 |  |
| Twan Brusselman      | 15 août 1993      | Pays-Bas    | Destil-Jo Piels |  |
| Pavel Chursin        | 21 avril 1995     | Russie      |                 |  |
| Timo de Jong         | 28 mars 1999      | Pays-Bas    |                 |  |
| Jacob Eriksson       | 1er octobre 1999  | Suède       |                 |  |
| Guillem Garcia Saubi | 31 octobre 1999   | Espagne     |                 |  |
| Stepan Grigoryan     | 27 mars 1994      | Russie      |                 |  |
| Tim Kerkhof          | 13 novembre 1993  | Pays-Bas    | Destil-Jo Piels |  |
| Alex Molenaar        | 13 juillet 1999   | Pays-Bas    |                 |  |
| Lars Oreel           | 10 août 1999      | Pays-Bas    |                 |  |
| Maik van der Heijden | 3 avril 1997      | Pays-Bas    | Destil-Jo Piels |  |
| Jordi van Loon       | 21 avril 1996     | Pays-Bas    | Destil-Jo Piels |  |
| Maarten van Trijp    | 6 octobre 1993    | Pays-Bas    | Metec-TKH       |  |
| Oscar van Wijk       | 23 septembre 1997 | Pays-Bas    |                 |  |
| Camden Vodicka       | 21 décembre 1999  | États-Unis  |                 |  |

### Victoires
| Date      | Course                               | Pays    | Classe | Vainqueur         |
| --------- | ------------------------------------ | ------- | ------ | ----------------- |
| 2/05/2018 | 5e étape du Carpathian Couriers Race | Pologne | 2.2U   | Timo de Jong      |
| 9/06/2018 | 2e étape du Tour de Serbie           | Serbie  | 2.2    | Maarten van Trijp |

## Saisons précédentes
- Jo Piels en 2014
- Jo Piels en 2015
- Jo Piels en 2016